# Ivano Tagliaferri
Ivano Tagliaferri (Castel San Giovanni, 19 dicembre 1951) è uno scrittore e sociologo italiano.

## Biografia
Si è laureato in filosofia presso l'Università Statale di Milano e risiede a Piacenza occupandosi di ricerca sul movimento operaio e sull'antifascismo.

## Opere
- Morte alla morte - Arditi del popolo a Piacenza, Vicolo del Pavone, Piacenza, 2004;
- Il colonnello anarchico - Emilio Canzi e la guerra civile spagnola, Scritture, Piacenza, 2005;
- Los Italianos - Antifascisti nella guerra civile spagnola (con Franco Sprega), Infinito Edizioni, 2007.